# Saint-Maixant (Creuse)
Saint-Maixant ist eine Gemeinde im Zentralmassiv in Frankreich. Sie gehört zur Region Nouvelle-Aquitaine, zum Département Creuse, zum Arrondissement Aubusson und zum Kanton Aubusson. Sie grenzt im Westen an Alleyrat, im Nordwesten an Saint-Médard-la-Rochette, im Nordosten an Puy-Malsignat und Champagnat, im Osten an Bosroger und La Chaussade sowie im Süden an Saint-Amand und Aubusson. 

## Sehenswürdigkeiten

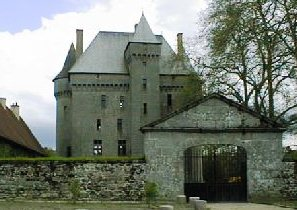
Schloss von Saint-Maixant

- Kirche Saint-Maixant
- Schloss von Saint-Maixant

## Bevölkerungsentwicklung
| Jahr      | 1962 | 1968 | 1975 | 1982 | 1990 | 1999 | 2008 | 2012 | 2018 |
| --------- | ---- | ---- | ---- | ---- | ---- | ---- | ---- | ---- | ---- |
| Einwohner | 320  | 320  | 304  | 298  | 255  | 260  | 224  | 225  | 249  |